# 愛蜜麗·德奎恩
愛蜜麗·德奎恩（法語：Émilie Dequenne，法語發音：[emili dəkɛn]；1981年8月29日—2025年3月16日），比利時女演員，1999年因演出金棕櫚獎得獎電影《美麗蘿賽塔》而獲得坎城影展最佳女演員。

## 生平
德奎恩在《美麗羅塞塔》中的突破性角色使她成為歐洲電影界傑出的人才。她繼續在主流和獨立電影中工作，例如克里斯多夫·甘斯執導的《鬼哭狼嚎》，該片取得了巨大的商業成功，以及喬坎·拉佛斯的《如果愛是這樣》（À perdre la raison），她憑藉該片獲得2012年坎城影展一種關注最佳女演員獎。她還憑藉在該電影中的出色表現獲得了馬格利特最佳女主角獎和衛星獎提名。
2025年3月16日，在與疾病奮戰三年後，德奎恩還是因肾上腺皮质癌於維勒瑞夫離世，终年43岁。

## 主要作品
- 《美麗蘿賽塔》(1999)
- 《狙魔特攻》[6](2001)
- 《列車上的女孩》
- 《如果愛是這樣》
- 《天上再見》
- 《亲密》